# Флинт, Эйден
Эйден Флинт (англ. Aden Flint; 11 июля 1989, Пинкстон, Дербишир) — английский футболист, защитник валлийского клуба «Сток Сити», выступающий на правах аренды за «Шеффилд Уэнсдей».

## Клубная карьера

### «Олфретон Таун»
Флинт начинал свою карьеру в местной команде «Пинкстон» (11-й дивизион), пока летом 2008 года не перебрался в клуб Северной Конференции «Олфретон Таун».
В своём дебютном сезоне 2008/2009 Эйден провёл три месяца в аренде в клубе Северной Премьер-лиги «Мэтлок Таун», после чего смог закрепиться в составе «Олфретона». В сезоне 2009/2010 вместе со своей командой дошёл до финала плей-офф, где уступил «Флитвуд Таун» (1:2). В следующем сезоне Эйден продолжил успешно выступать в составе «Олфретона»: в первых 20 турах команда потерпела лишь одно поражение, а игрок привлёк к себе внимание многих скаутов.

### «Суиндон Таун»
В январе 2011 года переговоры по трансферу Флинта вели «Донкастер Роверс», «Дерби Каунти» и «Лутон Таун», однако в конечном итоге защитник подписал контракт на 2,5 года с клубом Лиги Один «Суиндон Таун». Дебютировал 5 февраля в домашнем матче с «Рочдейлом» (1:1).
В марте «Суиндон» возглавил новый менеджер Пол Харт, и Флинт на правах аренды до конца сезона вернулся в «Олфретон» , с которым стал чемпионом Северной Конференции. В то же время, «Суиндон» по итогам сезона вылетел в Лигу Два.
6 августа 2011 года в 1-м туре чемпионата Флинт забил свой дебютный гол за «Суиндон», поразив ворота «Кру Александра» (3:0). В своём первом полноценном сезоне он сыграл 40 матчей, забив 4 гола, и помог своей команде досрочно завоевать путёвку в Лигу Один. В следующем сезоне 2012/13 сыграл 36 матчей, пропустив часть игр из-за травм и дисквалификаций, но помог «Суиндону» финишировать на высоком 6-м месте в зоне плей-офф. 6 мая 2013 года в ответном матче полуфинала плей-офф на 95-й минуте забил эквалайзер в ворота «Брентфорда» (3:3), переведя игру в дополнительное время, однако в серии пенальти его команда потерпела поражение.

### «Бристоль Сити»
11 июня 2013 года Флинт заключил 4-летний контракт с клубом «Бристоль Сити», вылетевшим в Лигу Один из Чемпионшипа. Сумма трансфера составила £300 тыс., причём 20% от этой суммы получил предыдущий клуб Эйдена - «Олфретон Таун». Дебютировал 3 августа в 1-м туре чемпионата против «Брэдфорд Сити» (2:2). 21 сентября забил свой первый гол во встрече против бывшей команды – «Суиндон Таун», но это не помогло «малиновкам» избежать поражения (2:3). В сезоне 2013/14 Эйден сыграл 43 игры и забил 3 мяча, однако его клуб не сумел вернуться в Чемпионшип, финишировав лишь на 12-м месте.
Сезон 2014/15 стал самым успешным в карьере защитника – в 57 играх он забил 15 голов, став в составе «Бристоль Сити» чемпионом Лиги Один и обладателем Трофея Футбольной Лиги. 19 августа 2015 года забил первый гол на уровне Чемпионшипа, отличившись на 90-й минуте встречи с «Лидс Юнайтед» и принеся своей команде ничью (2:2). В сезоне 2015/16 Эйден несколько снизил свою результативность, забив 6 голов в 47 матчах, но помог «малиновкам» финишировать на 18-м месте и сохранить прописку в Чемпионшипе.
2 декабря 2016 года защитник продлил контракт с «Бристолем» до 2020 года. Летом 2017 года Флинтом интересовались клубы Премьер-Лиги – «Вест Хэм Юнайтед» и «Вест Бромвич Альбион», а в январе 2018 года – «Брайтон энд Хоув Альбион», но все предложения были отклонены.
23 января 2018 года Флинт отметился забитым мячом в ворота «Манчестер Сити» в полуфинале Кубка Лиги, однако в упорной борьбе его команда уступила (2:3).

### «Мидлсбро»
27 июня 2018 года перешёл в «Мидлсбро», подписав 4-летний контракт. Сумма перехода составила около £7 млн. Дебютировал 4 августа в 1-м туре чемпионата против «Миллуолла» (2:2). 7 августа, в матче 2-го тура против «Шеффилд Юнайтед» (3:0), открыл счёт своим голам за «Мидлсбро».

### «Кардифф Сити»
Флинт присоединился к «Кардифф Сити» 19 июля 2019 года, подписав трехлетний контракт. Дебют за новую команду состоялся в день открытия сезона 2019/20, где его команда потерпела поражение от «Уиган Атлетик» 3–2. Первый гол был забит во второй игре за клуб в ворота «Лутон Таун». В январе 2021 года Флин вернулся из аренды и стал одним из ключевых игроков команды под руководством Мика Маккарти. Первый гол после возвращения футболист забил в победном матче с принципиальными соперниками «Суонси Сити».
Сезон 2021/22 Эйден Флинт начал в отличной форме, забив дубль в выездном матче с «Питерборо Юнайтед». Неделю спустя он забил еще два мяча в ворота «Миллуолл». Активность в начале сезона позволила ему на некоторое время занять первое место в списке бомбардиров лиги. В конце сезона было объявлено, что Флин покинет команду 30 июня 2022 года в статусе свободного агента.

#### «Шеффилд Уэнсдей» (аренда)
16 октября 2020 года Эйден Флинт присоединился к «Шеффилд Уэнсдей» на правах аренды сроком на один год. Во время выездной игры с «Ротерем Юнайтед» Флинт получил травму подколенного сухожилия, которая потребовала операции.

### «Сток Сити»
15 июня 2022 года Флинт подписал контракт со «Сток Сити» сроком на один год.

#### «Шеффилд Уэнсдей» (аренда)
27 января 2023 года защитник снова отправился в аренду в «Шеффилд Уэнсдей» до конца сезона.

## Карьера в сборной
В 2010 году вызывался в любительскую сборную Англии (англ.), в составе которой провёл два матча – против любительской сборной Уэльса (2:2) и молодёжной сборной Эстонии (1:0). После подписания контракта с профессиональным клубом «Суиндон Таун» Флинт утратил право выступать за данную сборную.

## Достижения
Олфретон Таун»
- Чемпион Северной Конференции: 2010/11

Суиндон Таун
- Чемпион Лиги 2: 2011/12

Бристоль Сити
- Чемпион Лиги 1: 2014/15
- Обладатель Трофея Футбольной Лиги: 2014/15